# Terpsichore kegeliana
Terpsichore kegeliana är en stensöteväxtart som först beskrevs av Kze., och fick sitt nu gällande namn av Alan Reid Smith. Terpsichore kegeliana ingår i släktet Terpsichore och familjen Polypodiaceae. Inga underarter finns listade.